# Saison 1962-1963 du MC Alger
 (septembre 2022).
Si vous disposez d'ouvrages ou d'articles de référence ou si vous connaissez des sites web de qualité traitant du thème abordé ici, merci de compléter l'article en donnant les références utiles à sa vérifiabilité et en les liant à la section « Notes et références ».
 (septembre 2022).
- Si vous ne connaissez pas le sujet, laissez ce bandeau (vous pouvez alors contacter les auteurs).
- Si vous supprimez le contenu mis en cause (vous pouvez préalablement contacter les auteurs),

argumentez précisément cette suppression dans la page de discussion
(un manque de référence n'est pas un argument ; une recherche réelle de référence doit avoir été effectuée, être formellement documentée).
Maillots
Chronologie
Saison précédente Saison suivante
Cet article traite la saison 1962-1963 du Mouloudia d'Alger. Les matchs se déroulent essentiellement en Championnat d'Algérie de football 1962-1963, mais aussi en Coupe d'Algérie de football 1962-1963.

## Vice-champion d'Algérie
L'indépendance acquise, le MCA intègre le premier championnat de l'Algérie libre le 7 octobre 1962.Le Mouloudia enregistra l'arrivée de deux joueurs de la glorieuse équipe du "FLN", A.Boubekeur et A.Oualiken mais perd Basta Ali, Ferhani et Bourkika (tombés au champ d'honneur).
La reprise footballistique dans l'Algérois sous forme de critérium d'Honneur de cinq groupes de dix clubs chacun: le Mouloudia était en compagnie de la JSK, USMMC, Red Star d'Alger, JSBM, WO Rouiba, ESMA, AS Dellys, ESAT, IS Issers . 
Dans ce Championnat, le MCA fut sacré champion de son groupe à l'ultime journée du Championnat après avoir battu la JSK. Cette victoire a fait couler beaucoup d'encre à cette période. Le 09.12.62, Ali Belahcene (JSK), dans ses bois avait déjà encaissé 3 buts lorsque Ferhat Merad (arrière latéral de la JSK) arrive à niveler la marque sur penalty pour inscrire le 3e but de la JSK. À la 75e, le gardien du Mouloudia au moment de dégager se fait subtiliser le ballon par Abbas, ce qui permit à Zoubir d'un beau tir croisé de marquer le 4e but... JSK 4-3 MCA. 
Il s'ensuivit une totale confusion sur le terrain et dans les tribunes. L'arbitre assailli par les joueurs ne doit son salut qu'à  ses jambes. Le match est arrêté. L'affaire passe en commission de discipline de la ligue et les sanctions tombent : radiation à vie pour deux joueurs du MCA, Belhacene M'hamed et Berrekia Ali . 
... Le match sera annulé et rejoué à  guichets fermés.
- Trois matchs de suspension du terrain de la JSK
- 20 000 francs d'amende pour  la JSK .

## Compétitions

### Critérium d'Honneur: Groupe I

#### Rencontres
| Date             | J   | Adversaire        | Lieu                                | Résultat | Buteurs pour le MCA                                                                             |
| MATCHS ALLER     |     |                   |                                     |          |                                                                                                 |
| 7 octobre 1962   | 1re | RS Alger          | Stade de Saint-Eugène               | 0-2      | -                                                                                               |
| 14 octobre 1962  | 2e  | JSI Issers        | Stade des Issers                    | 1-10     | Azzef 13e 28e 79e, Hahad 7e 49e , Lyassine 33e, Benhamou 44e, Senane 57e, Azzouz 65e, Kouar 87e |
| 28 octobre 1962  | 3e  | AS Dellys         | Stade de Saint-Eugène               | 1-1      | Azza 27e                                                                                        |
| 11 novembre 1962 | 4e  | JS Bordj Menaïel  | Stade Salah Takjrad (Bordj Menaïel) | 1-1      | Laagoun 85e                                                                                     |
| 18 novembre 1962 | 5e  | USM Maison-Carrée | Stade de Saint-Eugène               | 1-3      | Laagoun 70e                                                                                     |
| 2 décembre 1962  | 6e  | ESM Alger         | Stade Cerdan                        | 1-2      | Hahad 41e, Atbi 46e                                                                             |
| 20 janvier 1962  | 7e  | JS Kabylie        | Stade de Thenia (Thenia)            | 1-1      | Zidane 11e                                                                                      |
| 23 décembre 1962 | 8e  | WA Rouiba         | Stade de Saint-Eugène               | 1-0      | Dahmoune 68e                                                                                    |
| 6 janvier 1963   | 9e  | ES Aïn Taya       | Stade de Aïn Taya                   | 1-4      | Hahad 16e, 62e, Azzef 27e, Zidane 43e                                                           |
| MATCHS RETOUR    |     |                   |                                     |          |                                                                                                 |
| 20 janvier 1963  | 10e | RS Alger          | Stade de Saint-Eugène               | 0-5      | Oualiken 33e, Hahad 44e, Belkhodja 55e (csc), Azzouz 66e, Rezzoug 89e                           |
| 27 janvier 1963  | 11e | JSI Issers        | Stade Municipal                     | 7-0      | Azzouz 7e 33e 43e, Rezzoug 18e, Zidane 41e 70e, Oualiken 85e                                    |
| 10 février 1963  | 12e | JS Bordj Menaïel  | Stade de Saint-Eugène               | 1-0      | Azzouz 60e                                                                                      |
| 17 février 1963  | 13e | USM Maison-Carrée | Stade Lavigerie (Maison-Carrée)     | 0-1      | Hahad 8e                                                                                        |
| 24 février 1963  | 14e | WA Rouiba         | Stade de Rouïba                     | 1-3      | Hahad 12e, Oualiken 51e, Senane 78e                                                             |
| 10 mars 1963     | 15e | AS Dellys         | Stade de Dellys                     | 0-2      | Haffar 49e (pen.), Atbi 74e                                                                     |
| 17 mars 1963     | 16e | ES Aïn Taya       | Stade de Saint-Eugène               | 7-0      | Oualiken 12e 30e 80e, Azzouz 22e 85e, Zidane 52e, Haffar 77e                                    |
| 24 mars 1963     | 17e | ESM Alger         | Stade de Saint-Eugène               | 2-0      | Hahad 33e, Arbi 55e                                                                             |
| 7 avril 1963     | 18e | JS Kabylie        | Stade de Saint-Eugène               | 1-0      | Mazari 85e                                                                                      |

#### Classement final
| Rang | Équipe            | Pts | J  | G  | N | P  | Bp | Bc | GA    |
| ---- | ----------------- | --- | -- | -- | - | -- | -- | -- | ----- |
| 1    | MC Alger          | 47  | 18 | 13 | 3 | 2  | 49 | 13 | 3,769 |
| 2    | JS Kabylie        | 47  | 18 | 13 | 3 | 2  | 50 | 15 | 3,333 |
| 3    | USM Maison-Carrée | 42  | 18 | 10 | 4 | 4  | 48 | 18 | 2,667 |
| 4    | RS Alger          | 39  | 18 | 10 | 1 | 7  | 32 | 25 | 1,280 |
| 5    | JS Bordj Menaïel  | 37  | 18 | 6  | 7 | 5  | 32 | 24 | 1,333 |
| 6    | ESM Alger         | 37  | 18 | 9  | 1 | 8  | 24 | 28 | 0,857 |
| 7    | WO Rouiba         | 35  | 18 | 7  | 3 | 8  | 27 | 21 | 1,286 |
| 8    | AS Dellys         | 31  | 18 | 5  | 3 | 10 | 20 | 33 | 0,606 |
| 9    | JSI Issers        | 23  | 18 | 1  | 3 | 14 | 10 | 63 | 0,159 |
| 10   | ES Aïn Taya       | 22  | 18 | 2  | 0 | 16 | 17 | 71 | 0,239 |

### Poule finale: Alger

#### Rencontres
- Le MCA premier de son groupe qualifié pour le tournoi final Championnat d'Alger (CHAMPIONNAT DES CHAMPIONS)

| Date        | Journée | Adversaire      | Stade (ville)                        | Résultat | Buteurs pour le MCA                 |
| 11 mai 1963 | 1re     | NA Hussein Dey  | Stade de Saint-Eugène (Saint-Eugène) | 1-0      | Hahad 10e (pen.)                    |
| 19 mai 1963 | 2e      | ASO Chlef       | Stade El-Annasser (Alger)            | 3-0      | Azzouz 11e 14e, Oualiken 80e (pen.) |
| 26 mai 1963 | 3e      | OM Saint-Eugène | Stade de Saint-Eugène (Saint-Eugène) | 4-0      | Dahmoune 2e, Hahad 44e 65e 85e      |
| 9 juin 1963 | 4e      | USM Alger       | Stade de Saint-Eugène (Saint-Eugène) | 1-2      | Laâgoun 8e                          |

#### Classement final
Le classement final de la ligue d'Alger de cette saison est :
| Rang | Équipe          | Pts | J | G | N | P | Bp | Bc | GA    |
| ---- | --------------- | --- | - | - | - | - | -- | -- | ----- |
| 1    | USM Alger       | 12  | 4 | 4 | 0 | 0 | 15 | 3  | 5,000 |
| 2    | MC Alger        | 10  | 4 | 3 | 0 | 1 | 9  | 2  | 4,500 |
| 3    | AS Orléansville | 8   | 4 | 2 | 0 | 2 | 5  | 7  | 0,714 |
| 4    | NA Hussein Dey  | 6   | 4 | 1 | 0 | 3 | 7  | 12 | 0,583 |
| 5    | OM Saint-Eugène | 4   | 4 | 0 | 0 | 4 | 3  | 15 | 0,200 |

- Champion d'Alger 1962-1963, qualifié pour le National
- Vice-champion d'Alger 1962-1963, qualifié pour le National

### Tournoi final: National
- Le MCA qualifié pour le championnat des champions avec l'USMA, Hamra Annaba, SC Médioni Oran .

| Date         | Tour        | Adversaire | Stade (ville)             | Résultat | Buteurs pour le MCA                    |
| 15 juin 1963 | Demi-finale | SCM Oran   | Stade El-Annasser (Alger) | 4-0      | Hahad 29e (pen.), Oualiken 40e 49e 53e |
| 16 juin 1963 | Finale      | USM Alger  | Stade municipal (Alger)   | 0-3      | -                                      |

## Coupe d'Algérie

### Rencontres
| Date             | Tour             | Adversaire   | Stade (ville)                        | Résultat | Buteurs pour le MCA                         |
| 4 novembre 1962  | 2e tour régional | US Bouzareah | Stade Municipal, Alger               | 4-2      | Azzouz 26e, Rezzik 46e (csc), Azzef 57e 65e |
| 25 novembre 1962 | 3e tour régional | CC Alger     | Stade de Saint-Eugène (Saint-Eugène) | 2-1      | Atbi 83e                                    |

## Meilleurs buteurs
| Rang | Joueur         | Cham. | Coupe | Total |
| ---- | -------------- | ----- | ----- | ----- |
| 1    | Hahad          | 15    | 0     | 15    |
| 2    | Barca racim    | 10    | 1     | 11    |
| 3    | Oualiken       | 10    | 0     | 10    |
| 4    | Azzef          | 4     | 2     | 6     |
| 5    | Zidane         | 4     | 0     | 4     |
| 6    | Atbi           | 2     | 1     | 3     |
| 6    | Laâgoun        | 3     | 0     | 3     |
| 8    | Dahmoune       | 2     | 1     | 2     |
| 8    | Haffar         | 3     | 0     | 2     |
| 8    | lotfy benahmed | 3     | 0     | 2     |
| 11   | Mazari         | 1     | 0     | 1     |
| 11   | Arbi           | 1     | 0     | 1     |